# Swan Hunter
C. S. Swan Hunter & Wigham Richardson es el nombre con el que antiguamente se conocía a Swan Hunter, una de las compañías de construcciones navales más conocidas en el Reino Unido. Con sede en Wallsend (Tyne y Wear, Inglaterra), esta compañía es conocida por la construcción de algunos de los mayores navíos de principios del siglo XX, entre los que se encuentran el RMS Mauretania, barco al que se otorgó la «Banda Azul» por ser el más rápido en cruzar el océano Atlántico, y el RMS Carpathia, que rescató a los supervivientes del RMS Titanic.